# Caren Metschuck
Caren Metschuck (Greifswald, 27 settembre 1963) è un'ex nuotatrice tedesca.
Specializzata nello stile libero e nella farfalla, ha vinto tre medaglie d'oro alle olimpiadi di Mosca 1980: nei 100 m farfalla e nelle staffette 4x100 m sl e 4x100 m misti, insieme all'argento nei 100 m sl.

È stata primatista mondiale delle staffette 4x100 m sl e 4x100 m misti.
È diventata una dei Membri dell'International Swimming Hall of Fame.

## Palmarès
- Olimpiadi
  - Mosca 1980: oro nei 100 m farfalla e nelle staffette 4x100 m sl e 4x100 m misti, argento nei 100 m sl.
- Mondiali
  - 1978 - Berlino: argento nella staffetta 4x100 m sl.
- Europei
  - 1981 - Spalato: oro 100 m sl e nelle staffette 4x100 m sl e 4x100 m misti.